# Krzysztof Jeżyna
Krzysztof Grzegorz Jeżyna (ur. 30 września 1956 w Puławach, zm. 4 lutego 2019 w Lublinie) – polski duchowny i teolog rzymskokatolicki, doktor habilitowany nauk teologicznych; specjalność szczegółowa sakramentologia moralna i teologia moralna, kanonik honorowy Kapituły Lubelskiej.

## Życiorys
14 czerwca 1981 przyjął święcenia prezbiteriatu i do września 1982 był wikariuszem w Zakrzówku, a następnie do 28 października tego samego roku w parafii Narodzenia Najświętszej Marii Panny w Chełmie. Później do 1990 był diecezjalnym referentem ds. duszpasterstwa młodzieży, jednocześnie od 1987 piastując funkcję kapelana szpitala SPSK 1 w Lublinie. W latach 1990–1995 był kapelanem szpitala MSW w Lublinie. Od 1995 do listopada 2018 pracownikiem naukowym Katolickiego Uniwersytetu Lubelskiego Jana Pawła II gdzie był dyrektorem i profesorem nadzwyczajnym Instytutu Teologii Moralnej Wydziału Teologii KUL. W latach 1998–2000 ks. Jeżyna był także dyrektorem programowym Radia Plus.
W 2002 uzyskał stopień doktora habilitowanego nauk teologicznych na podstawie rozprawy pt. Moralne przesłanie nowej ewangelizacji. Wezwanie do odnowy Kościoła i świata.
Zmarł 4 lutego 2019 w Lublinie. Uroczystości pogrzebowe odbyły się 7 lutego tego samego roku w Puławach, a przewodniczył im bp Józef Wróbel, w asyście  prawie 200 kapłanów. 